# Schloss Friedenfels

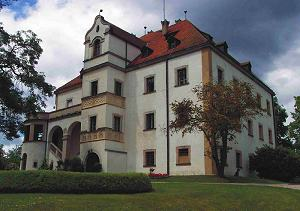
Schloss Friedenfels 2004

Das Schloss Friedenfels steht auf einem nach Süden und Westen abfallenden Hügel in der Gemeinde Friedenfels im Landkreis Tirschenreuth. Es ist unter der Aktennummer D-3-77-118-1 als Baudenkmal verzeichnet. „Archäologische Befunde der frühen Neuzeit im Bereich des Schlosses und der Kath. Kirche Mariä Empfängnis in Friedenfels, darunter die Spuren von Vorgängerbauten bzw. älterer Bauphasen“ werden zudem als Bodendenkmal unter der Aktennummer D-3-6138-0098 geführt.

## Geschichte
Das Schloss wurde von Friedrich Sittich Notthafft von Weißenstein um 1590 errichtet. Der Name des Schlosses Friedenfels ist verknüpft mit dem Streit der Brüder Christoph und Friedrich Sittich Notthafft, von denen ihr Vormund einst sagte, es würde nicht guttun, wenn sie beisammen in einem Haus wohnten, selbst wenn sie „zween sonderliche Küchen haltten“ würden. Der Jüngere war froh, nach der Erbteilung endlich Frieden mit seinem Bruder gefunden zu haben und nannte sein neues Schloss wohl deshalb Friedenfels. Bis 1882 war Schloss Friedenfels im Besitz der Freiherren Notthafft von Weißenstein. Dann erwarb es der Kommerzienrat Gustav Siegle (1840–1905), unter dem das Schloss durch einen Umbau nach Plänen des Münchener Architekten Emanuel von Seidl im Jahr 1900 sein heutiges Aussehen erhielt. Über Siegles Tochter Dora (1877–1955) kam es an deren Gatten Fritz von Gemmingen-Hornberg. Schloss, Gut und Park sind noch heute im Besitz der Freiherren von Gemmingen und können nicht besichtigt werden.

## Beschreibung
Nördlich dem Schloss vorgelagert befindet sich der vierseitig geschlossene, in seiner heutigen Form wohl um 1800 entstandene große Wirtschaftshof mit dem Wohnhaus des Verwalters. Im südwestlichen Eck des Wirtschaftshofes wurde ein Teil der ehemaligen Stallungen in eine 1986 geweihte evangelische Schlosskapelle umgestaltet. Unmittelbar westlich des Wirtschaftshofes, durch einen Weg getrennt, erhebt sich die katholische Kirche. Westlich der Kirche, inmitten einer größeren Rasenfläche, steht das 1778 (Chronogramm Portalrahmung) errichtete, sogenannte Kleine Schloss, welches in der zweiten Hälfte des 19. Jahrhunderts nach Norden erweitert wurde. Das Schlossgebäude steht inmitten eines Parks, dessen ältester Teil, eine langgestreckte Allee im Südosten der Parkanlage, wohl noch aus dem 18. Jahrhundert stammt.

## Brauerei
Die Schlossbrauerei Friedenfels GmbH & Co. KG existierte von 1886 bis 2009.